# نيكولاي كولتسوف
نيكولاي كونستانتينوفيتش كولتسوف (بالروسية: Николай Константинович Кольцов)‏ (14 أغسطس 1872-2 ديسمبر 1940) كان عالم أحياء وباحثا في علم الوراثة الحديث. من بين تلاميذه نيكولاي تيموفيف-ريسوفسكي، فلاديمير بافلوفيتش إفرومسون ونيكولاي دوبينين.

## سيرته
تخرج كولتسوف من جامعة موسكو الحكومية سنة 1894 وعمل بروفيسورا هنالك (1895-1911)، قام بتأسيس وإدارة معهد البيولوجيا التجريبية في منتصف العالم 1917 قبل ثورة أكتوبر بقليل، وكان عضوا في الأكادمية الزراعية (أ.ل.ع.ز).
اعتُقل في سنة 1920 بتهمة أنه عضو في «المركز التكتيكي المناهض للسوفيت» غير الموجود بواسطة التشيكا، وطلب النائب العام نيكولاي كريلينكو عقوبة الموت لكولتسوف (تم إعدام 67 من حوالي 1000 معتقل) ، لكن بعد مناشدة شخصية لفلاديمير لينين من قبل مكسيم غوركي تم إطلاق سراحه وإعادته إلى منصبه كمدير لمعهد كولتسوف للبيولوجيا التجريبية.
في عامي 1937 و1939 نشر مناصرو تروفيم ليسينكو سلسلة مقالات دعائية ضد نيكولاي كولتسوف ونيقولاي فافيلوف، حيث كتبوا: معهد الوراثة لأكادمية العلوم لم يتنقد هراء كولتسوف الفاشستي وحسب، بل لم يبعد نفسه حتى عن "إرهابييه" الذين يدعمون الإرهابيين الراديكاليين الفاشيين". زٌعم أن وفاته كانت بسبب سكتة، لكن كشف عالم الكيمياء الحيوية إيليا زبارسكي أنها كانت بسبب تسسم عن طريق المفوضية الشعبية للشؤون الداخلية، الشرطة السرية للاتحاد السوفيتي. بنفس اليوم الذي أقدمت فيه زوجته العالمة ماريا سادوفنيكوفا كولتسوفا على الانتحار.

## أبحاث
عمل كولتسوف في مجال علم الخلية وتشريح الفقاريات، اقترح في سنة 1903 أن شكل الخلايا يحدد بواسطة شبكة من النبيبات سماها الهيكل الخلوي. في سنة 1927 اقترح أن الصفات الوراثية تتم وراثتها عبر «جزيء وراثة ضخم» والذي سيكون مكونا من سلسلتين متناظرتين تقومان بالتضاعف بطريقة نصف محافظة مستخدمة كل سلسلة كقالب ، تم تأكيد أن هذه الأفكار دقيقة سنة 1953 حين وصف جيمس واتسون وفرنسيس كريك بنية الدنا. على ما يبدو لم يسمع واتسون وكريك بكولتسوف، لكن عالم الوراثة الأمريكي ريتشارد غولدشميت كتب عنه: «كان هنالك العبقري نيكولاي كولتسوف، ربما أفضل عالم حيوان في روسيا في الجيل الأخير، عالم محسود، صافي التفكير ومثقف بشكل لا يصدق، يُعجب به كل من عرفه».

## معلومة إضافية
تمت تسمية بلدية صغير في منطقة نوفوسيبيرسك، والتي حصلت في عام 2003 على منزلة مدينة العلم لروسيا الفيديرالية، وهي كولتسوفو باسم العالم نيكولاي كولتسوف.